# Spiegel des Lebens
Spiegel des Lebens ist ein österreichisches Spielfilmmelodram aus dem Jahre 1938 von Geza von Bolvary mit Peter Petersen sowie dem Ehepaar Paula Wessely und Attila Hörbiger in den Hauptrollen. Die Geschichte thematisiert den Widerstreit zwischen Naturheilkunde und der klassischen Schulmedizin.

## Handlung
Hanna Karfreit ist die Tochter eines Juweliers, der sich in seiner Freizeit ausgiebig mit Naturheilkunde beschäftigt und der allzu wissenschaftsgläubigen, klassischen Schulmedizin skeptisch gegenübersteht. Karfreit glaubt, durch einen Blick in die Augen seines Gegenübers dessen Probleme zu erkennen, denn die Augen seien der Spiegel des Lebens. Hanna selbst hat, sehr zum Unmut ihres Vaters, den konventionellen Weg eines Medizinstudiums gewählt, um eines Tages Ärztin werden zu können. Mit ihren Kommilitonen Liesl Janisch, Erich Fischerauer und dem Assistenzarzt Dr. Peter Eberle begibt sie sich auf einen Winterurlaub in die Berge bei St. Leonhardt. Dort kommt es zu einem Skiunfall, bei dem sich Liesl den Fuß verstaucht. Da Eberle ein Herzspezialist ist, hält man ihn davon ab, Liesl zu behandeln. Stattdessen wendet sich Hanna ausgerechnet an einen „Wunderheiler“ namens Ebeseder, eine Sorte von Mediziner, die Eberle, ein strenger Verfechter der klassischen Schulmedizin, scharf ablehnt und als „Scharlatan“ und „Quacksalber“ abtut. Wegen Hannas Entscheidung, die im Übrigen Liesl Fuß Linderung bringt, kommt es zwischen ihr und Peter, der ihr eigentlich sehr zugetan ist, kurzfristig zu einem Zerwürfnis. Am selben Abend ist aber alles wieder vergessen, und Dr. Eberle macht der Studentin eine Liebeserklärung.
Das leidige Streitthema wird etwas später im Hörsaal wieder aufgegriffen, als der „Ärztepapst“ Prof. Tlusty vor seinen Studenten eine flammende Rede gegen die „Kurpfuscher“ von der Naturheilkunde hält. Ihm applaudierend zur Seite steht Peter Eberle. Schon um ihren Vater nicht desavouiert zu sehen, steht Hanna mutig auf, hält ein Gegenplädoyer und stellt klar, dass eine verallgemeinernde Verunglimpfung der Naturheiler als „Verbrecher“ ungerecht sei. Auch wenn dieser Streitpunkt zwischen dem jungen Liebesglück Hanna und Eberle ungeklärt bleibt, will der Assistenzarzt dieses Thema nicht zum Sprengsatz für ihre noch sehr frische Beziehung werden lassen. Eines Abend möchte Eberle, den Hanna gemeinsam mit Liesl und Erich zum Abendessen ins Elternhaus eingeladen hat, beim Vater um Hannas Hand anhalten. Der aber ahnt, dass es im Falle einer Auseinandersetzung um Sinn und Unsinn von Naturheilkunde und Schulmedizin zwischen ihm und dem Schwiegersohn in spe zum großen Knall kommen könnte und verlässt vorzeitig das Haus. Die fröhliche Stimmung der beiden jungen Paare droht zu kippen, als plötzlich eine unbekannte Dame, Maud Musil, auftaucht und von Hanna verlangt, ihr ein „Medikament“ für ihre bettlägerige, schwerkranke Mutter zu geben, das sie sonst immer von ihrem Vater erhalten hätte.
Hanna verweigert das Ansinnen dieser Frau Musil, woraufhin die Dame droht, Juwelier Karfreit wegen Kurpfuscherei bei der Polizei anzuzeigen. Peter will gegen seine Überzeugung, aber aus Liebe zu Hanna ihr beistehen, weiß aber nicht so recht wie. Niedergeschlagen bittet Hanna ihre Gäste sie einen Moment allein zu lassen und organisiert die von der Fremden gewünschten Tropfen. Ein zwischenzeitlich informierter Arzt greift ein, und es stellt sich heraus, dass das von Hanna verabreichte Mittel nicht zugelassen war. Daraufhin kommt es zu einem von der Fakultät angestrengten Disziplinarverfahren gegen die Medizinstudentin Karfreit. Hanna kommt dank Peters Beihilfe nur einen Verweis, dafür verlangt er aber, dass sie sich von ihrem Vater lossagt. Ihr Vater verlangt das gleiche von ihr bezüglich Eberle. Hanna, inzwischen von Peter schwanger, ist hin- und hergerissen und verlässt verzweifelt die Universität, um ihr Studium in Lausanne ungestört fortzusetzen. Unmittelbar vor der Geburt treffen ihr Vater und ihr Verlobter in St. Leonhardt ein, wo Hanna in einer Skihütte ihr Kind zur Welt bringen will. Zwischen den beiden Männern sowie zwischen Hanna und Peter kommt es zur Versöhnung. Stolz betrachtet der frisch gebackene Vater seine Tochter.

## Produktionsnotizen
Spiegel des Lebens entstand ab 17. Januar bis Mitte März 1938 im Tobis-Sascha-Atelier in Wien-Rosenhügel und mit Außenaufnahmen in Obergurgl, Salzburg und dem Salzkammergut und kann somit als letzte österreichische Spielfilmproduktion bis zum durch Hitler-Deutschland erzwungenen Anschluss gelten. Die Premiere war am 8. Juni 1938 in Berlins Gloria-Palast, in Wien wurde der Streifen erstmals am 13. September desselben Jahres im Apollo-Kino gezeigt.
Alfred Kern übernahm die Produktionsleitung. Julius von Borsody entwarf die Filmbauten, Herbert Janeczka kümmerte sich um den Ton. Frank Fox übernahm die musikalische Leitung.

## Wissenswertes
Hauptdarstellerin Paula Wessely war nicht nur in ihrer Rolle der Hanna, sondern seit Beginn der Dreharbeiten auch im realen Leben schwanger, und zwar mit der im Oktober 1938 geborenen Tochter Christiane Hörbiger.

## Kritiken
Der Film stieß (vor allem z. Z. der Uraufführung) auf ein überwiegend freundliches Echo. Nachfolgend drei Beispiele:
Im Neuen Wiener Abendblatt war zu lesen: „Geza v. Bolvary, der Regisseur, hat mit dieser Arbeit den ihm so geläufigen, mondänen, glatten Gesellschaftsfilm ganz verlassen und strebt um mehr ernste und eindringliche Wirkungen an, ein Streben, das ihm durchaus gelungen ist.“
Das Salzburger Volksblatt meinte: „Der Film ist schlechtweg ein Meisterwerk an Handlung und Darstellung, in dessen Mitte Paula Wessely mit schlichter Anmut und Natürlichkeit ihre Hanna Karfreit gestaltet. Ein Werk voll wertvoller Innerlichkeit.“
Im Lexikon des Internationalen Films heißt es: „Dramatischer Film aus der österreichischen Vorkriegszeit über den Gegensatz von Schulmedizin und "Kurpfuscherei". (…) In der Auseinandersetzung mit medizinischen Positionen ist der Film nicht nur verworren, sondern aus heutiger Sicht überholt. Die schauspielerischen Leistungen dagegen beeindrucken immer noch.“